# Gantimour
Gantimour (en mongol : Гүн Төмөр ; en chinois : 根特木 ; en pinyin : Gēntèmù ; en russe : Гантимур), est un chef Toungouse du milieu du XVIIe siècle. 

## Biographie
Dès la fondation du fort de Nertchinsk en 1654, lassé de payer le Iassak aux Russes depuis 1651, il proteste et attaque le fort. Après avoir en grande partie saccagé la colonie, il est repoussé.
En 1655 il participe avec l'armée Qing au siège contre le fort russe de Kumarsk. En 1667, avec ses parents et quarante anciens de sa tribu, il se dirige vers les Russes pour rechercher une alliance. Une tentative immédiate faite par les autorités Qing pour obtenir son retour par la force échoue et des envoyés spéciaux envoyés par ordre de l'empereur Kangxi ont également échoué à le persuader de revenir aux côtés des Qing.
Il est baptisé en tant que chrétien dans l'Église orthodoxe russe en 1684 et entre dans les rangs de la noblesse russe avec le titre et le nom de prince Peter Gantimurov.
Le gouvernement de Moscou le charge de certaines des tribus toungouses et mongoles de la région de Transbaïkal nouvellement acquise. Pour la résidence permanente, il choisit Nerchinsk. En 1686, il est convoqué à Moscou, mais meurt sur le chemin de Narym (en) où il est enterré.